# Victor Babeș
Victor Babeș, född 4 juli 1854 i Wien, död 19 oktober 1926 i Bukarest, var en rumänsk läkare och mikrobiolog.
Babeș studerade medicin i Wien och Budapest, och arbetade sedan som lärjunge och assistent åt bland andra Rudolf Virchow, Louis Pasteur, Victor André Cornil och Robert Koch. Han utnämndes 1885 till e.o. professor i histopatologi i Budapest och 1887 till professor i experimentell patologi och bakteriologi samt chef för det seroterapeutiska institutet, l'Institut Babeș i Bukarest.
Babeș var en framstående vetenskapsman inom ett brett spektrum omfattande bakteriologi och serologi ofta med utgångspunkt från hans specialitet som histopatolog. Hans arbeten behandlar spetälska, difteri, rabies, nervfeber med flera sjukdomar. Hans namn är också knutet till de så kallade Babeș-Ernstska metakromiska kornen i difteribaciller samt den av honom år 1888 beskrivna intraerytrocytära parasiten vars släkte sedermera fick namnet Babesia.
Babeș utgav en mängd större och mindre avhandlingar främst i bakteriologi samt, tillsammans med Cornil, den första utförliga läroboken i bakteriologi, Les bactéries (andra upplagan 1886), och tillsammans med bland andra Paul Oscar Blocq, Atlas der pathologischen Histologie des Nervensystemes (1893 ff.). De på Babeș laboratorium utförda undersökningarna utgavs under titeln "Annales de l'institut de pathologie et de bacteriologie".